# Port Stephens (Nueva Gales del Sur)
Port Stephens, un estuario abierto y joven dominado por las mareas, situado en un valle inundado, es un gran puerto natural de unos 134 km²  en las regiones de Hunter y Mid North Coast de Nueva Gales del Sur (Australia). 
Port Stephens se encuentra dentro del Parque Marino Port Stephens-Grandes Lagos y está situado a unos 160 km al noreste de Sydney . El puerto se encuentra íntegramente dentro del área de gobierno local de Port Stephens ; aunque su costa norte forma el límite entre las áreas de gobierno local de Port Stephens y MidCoast . 
Según el censo de 2006, más de 26 000 personas vivían a menos de 3 km de sus 113 km de costa y más de 32 000 vivían a menos de 10 km

## Geografía
Port Stephens se forma por la confluencia de los ríos Myall y Karuah, el arroyo Tilligerry y el mar de Tasmania, en el océano Pacífico Sur. La parte baja del puerto tiene una ecología predominantemente marina, mientras que la parte alta tiene una ecología de estuario. La zona este de Port Stephens comprende los lechos de arena de Tomago/Tomaree/Stockton.
Una estrecha entrada entre dos impresionantes colinas de origen volcánico da acceso a Port Stephens al mar. El promontorio sur, Tomaree o South Head, se eleva 161 metros sobre el nivel del mar medio (AMSL), mientras que Yacaaba, el promontorio norte, se encuentra a 210 metros  AMSL. El puerto es en su mayor parte poco profundo y arenoso, pero tiene suficiente profundidad para albergar grandes embarcaciones. Tras el naufragio del buque granelero noruego MV Sygna de 53 000 toneladas en Stockton Beach , su proa permaneció amarrada en Port Stephens, en Salamander Bay, durante casi dos años.
Con una superficie de unos 134 km² , Port Stephens es más grande que el puerto de Sídney. Port Stephens se extiende unos 24 km  hacia el interior desde el mar de Tasmania y, en su punto más ancho, entre Tanilba Bay y Tahlee, tiene una anchura de 6,5 km. El punto más estrecho se encuentra entre Soldiers Point y Pindimar, con una distancia de solo 1,1 km. Entre Nelson Bay y Tea Gardens, en la sección más conocida del puerto, tiene una anchura de 3,8 km. 
El río Karuah desemboca en Port Stephens en su parte noroeste. El río Myall (a través de los lagos Myall ) desemboca en el puerto en su costa norte, a unos 5,7 km de la boca del puerto. El arroyo Twelve Mile desemboca en la parte suroeste del puerto.
La costa sur del puerto se divide en dos zonas diferenciadas conocidas como las penínsulas de Tomaree y Tilligerry. Estas están separadas por Tilligerry Creek, un curso de agua que cubre 7,7 km²  y que drena las tierras de las zonas bajas de Salt Ash, Bobs Farm, Tanilba Bay y Mallabula. Aunque la península de Tilligerry está geográficamente más cerca de grandes centros como Sídney y Newcastle, carece del desarrollo urbano que se ha producido en la península de Tomaree, mucho más grande (25 km² frente a 115 km², respectivamente). Aunque Lemon Tree Passage, en la península de Tilligerry, y Soldiers Point, en la península de Tomaree, están a solo 2,9 km de distancia entre sí, la separación física de los suburbios por Port Stephens y Tilligerry Creek hace que estén a casi 40 km de distancia por carretera.
La localidad de Karuah, situada en el extremo noroeste del puerto, cerca de la desembocadura del río Karuah, presenta una separación geográfica similar a la de la península de Tilligerry. A pesar de que se encuentra a solo 7,7 km de la bahía de Tanilba, la distancia por carretera entre ambos barrios es de 40 km.
La costa occidental y la parte occidental de la costa norte del puerto están en gran parte sin urbanizar, con una flora que va desde matorrales en el oeste hasta grandes extensiones de bosque a lo largo de la mayor parte de la costa norte. Más cerca de la desembocadura, en Winda Woppa y sus alrededores, predominan las playas de arena. Estas se extienden desde Jimmys Beach, cerca de la desembocadura del puerto, hasta la desembocadura del río Myall, a lo largo de unos 5,2 km. Justo fuera de la desembocadura se encuentran las dos pequeñas reservas naturales insulares de Cabbage Tree Island y Boondelbah Island, dedicadas a la conservación del petrel de Gould, una especie amenazada, y sin acceso público.

### Parque Marino de los Grandes Lagos de Port Stephens
El 1 de diciembre de 2005 se creó el Parque Marino Port Stephens-Great Lakes en virtud de la Ley de Parques Marinos de 1997 (Nueva Gales del Sur). El parque tiene una superficie aproximada de 97 200 hectáreas e incluye todo Port Stephens, los ríos Karuah y Myall y todos sus arroyos y afluentes bajo la influencia de las mareas. Su objetivo es proteger la gran variedad de vida marina que habita en el puerto y las zonas costeras cercanas del mar de Tasmania, desde el sur de Forster hasta el extremo norte de Stockton Beach.

## Demografía

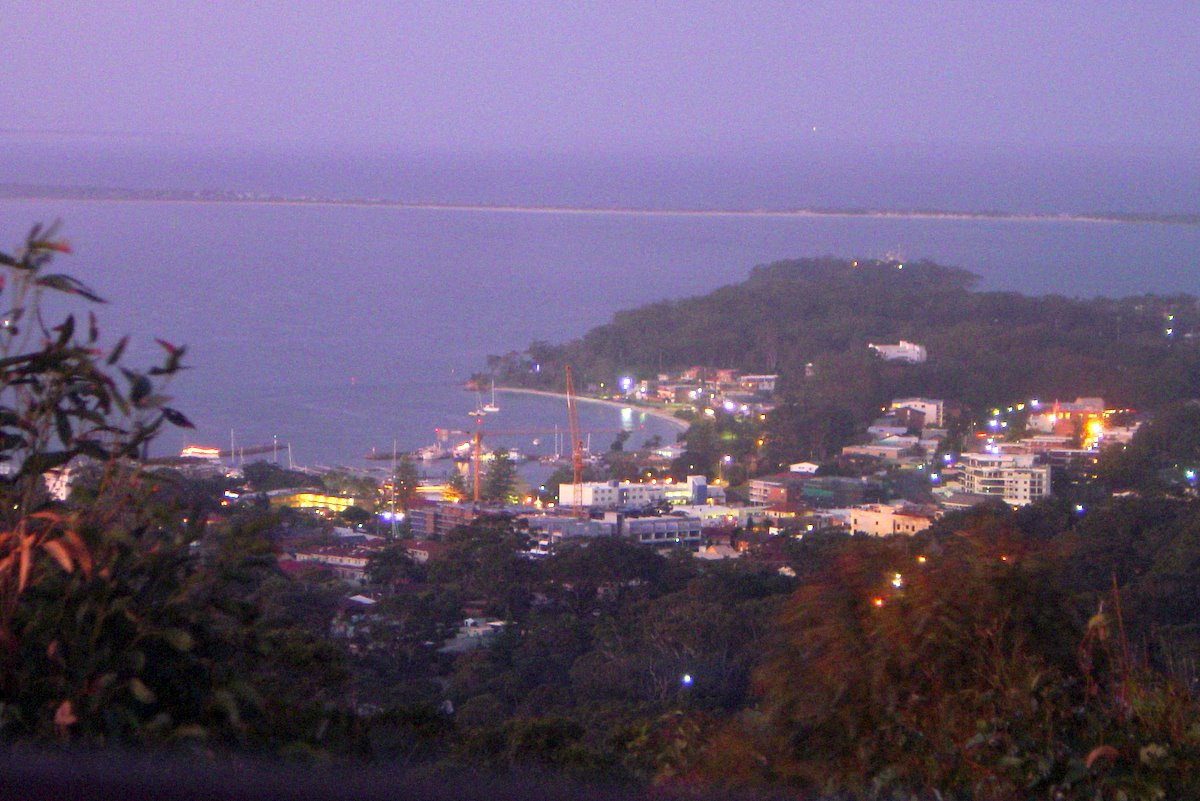
Bahía Nelson al anochecer desde el mirador de Gan Gan

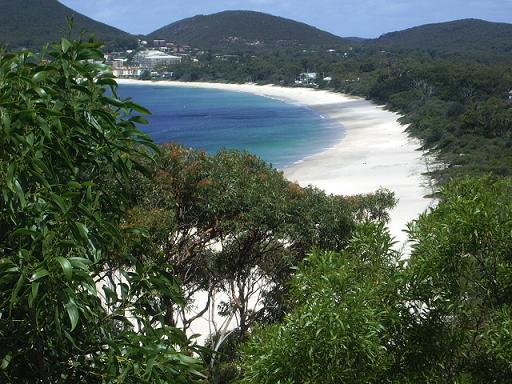
Playa de Shoal Bay en Port Stephens

En el momento del censo de 2006, más del 85% de la población de los alrededores de Port Stephens residía en ciudades y suburbios que se habían desarrollado en las costas del sur del puerto o cerca de ellas. Más de 22 188 personas viven a menos de 3 km del puerto, en los suburbios de Corlette, Lemon Tree Passage, Mallabula, Nelson Bay, Oyster Cove, Salamander Bay, Shoal Bay, Soldiers Point, Tanilba Bay y Taylors Beach. Otras 5343 personas viven en otros suburbios de la península de Tomaree, situados a menos de 10 km de Port Stephens. Estos incluyen Anna Bay, Boat Harbour, Bobs Farm, Fingal Bay, Fishermans Bay y One Mile.
La mayor parte del desarrollo urbano al sur de Port Stephens se ha producido en la península de Tomaree, en los suburbios de Corlette, Nelson Bay, Salamander Bay, Shoal Bay y Soldiers Point.
En la costa occidental se encuentra el suburbio de Swan Bay, una pequeña comunidad de alrededor de 100 personas. La principal industria de la zona es el cultivo de ostras, aunque hay un pequeño complejo turístico cerca de la desembocadura del arroyo Twelve Mile. El municipio de Karuah, que tiene una población de 857 habitantes, se encuentra en la esquina zona noroeste del puerto, en la desembocadura del río Karuah.
Al este del río Karuah, en el área de gobierno local del Consejo de Mid-Coast, hay 3.584 personas viviendo en Bundabah, Carrington, Hawks Nest, North Arm Cove, Pindimar, Tahlee y Tea Gardens.

## Turismo y ocio
Port Stephens es un destino turístico popular con un fuerte enfoque en actividades acuáticas como avistamiento de ballenas y delfines,  pesca, navegación recreativa y natación.  